# Johann Reinbacher

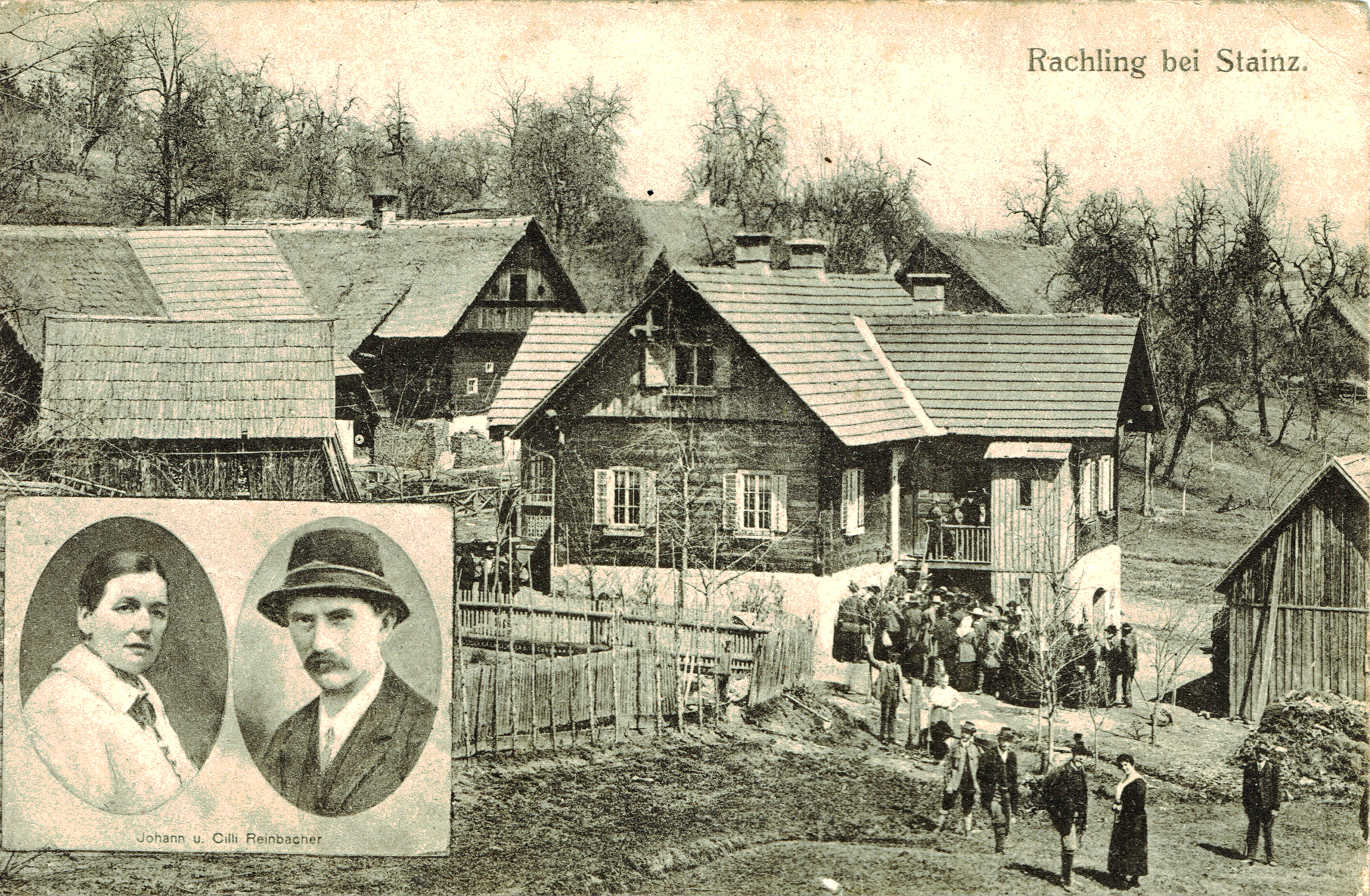
Die Wirkungsstätte des „Bauerndoktors“ um 1920: Wartende Menschen vor dem Höllerhansl-Haus in Rachling, wo Johann Reinbacher seine Kunden empfing, mit Bildern des Ehepaars Reinbacher.

Johann Reinbacher vulgo Höllerhansl (* 8. Dezember 1866 (nach einer anderen Quelle 1865) in Dörfl bei Bad Gams (Gemeinde Deutschlandsberg); † 20. Jänner 1935 in Rachling bei Marhof (Gemeinde Stainz)) war ein steirischer Volksheiler oder „Bauerndoktor“, der weit über die Weststeiermark hinaus wegen seiner Heilkunst als Urinschauer und Naturheiler berühmt wurde.

## Leben
Johanns Vater Josef Reinbacher (1842–1903) übersiedelte 1870 vom „Schneiderbauerhanslhof“ in Dörfl auf den „Höllerhof“ nach Rachling in Rainbach (damals Gemeinde Sierling) am Fuß des Rosenkogels. Damit kehrte er wieder zum Ursprungsort der Familie (Rambacher → Rainbacher → Reinbacher) zurück, auf einen Hof, der einmal seiner Großtante gehört hatte. Bereits er beschäftigte sich mit Naturheilkunde und wurde mehrmals als Kurpfuscher eingesperrt, zuletzt 1902 für sechs Wochen. Zudem wurde er immer wieder wegen „unerlaubten Ausschanks alkoholischer Getränke“ angezeigt.
Schon als Kind befasste sich Johann Reinbacher, als er mit seinem Bruder Peter das Vieh hütete, mit alten Büchern über Naturheilkunde und war sehr religiös. Vermutlich hat er zwischen 1880 und 1890 das Schneiderhandwerk erlernt, trat aber im Dezember 1890 in den Karmeliterorden in Graz ein. Doch bereits im Februar 1891 verließ er den Orden wieder und ging in sein Elternhaus nach Rachling zurück.

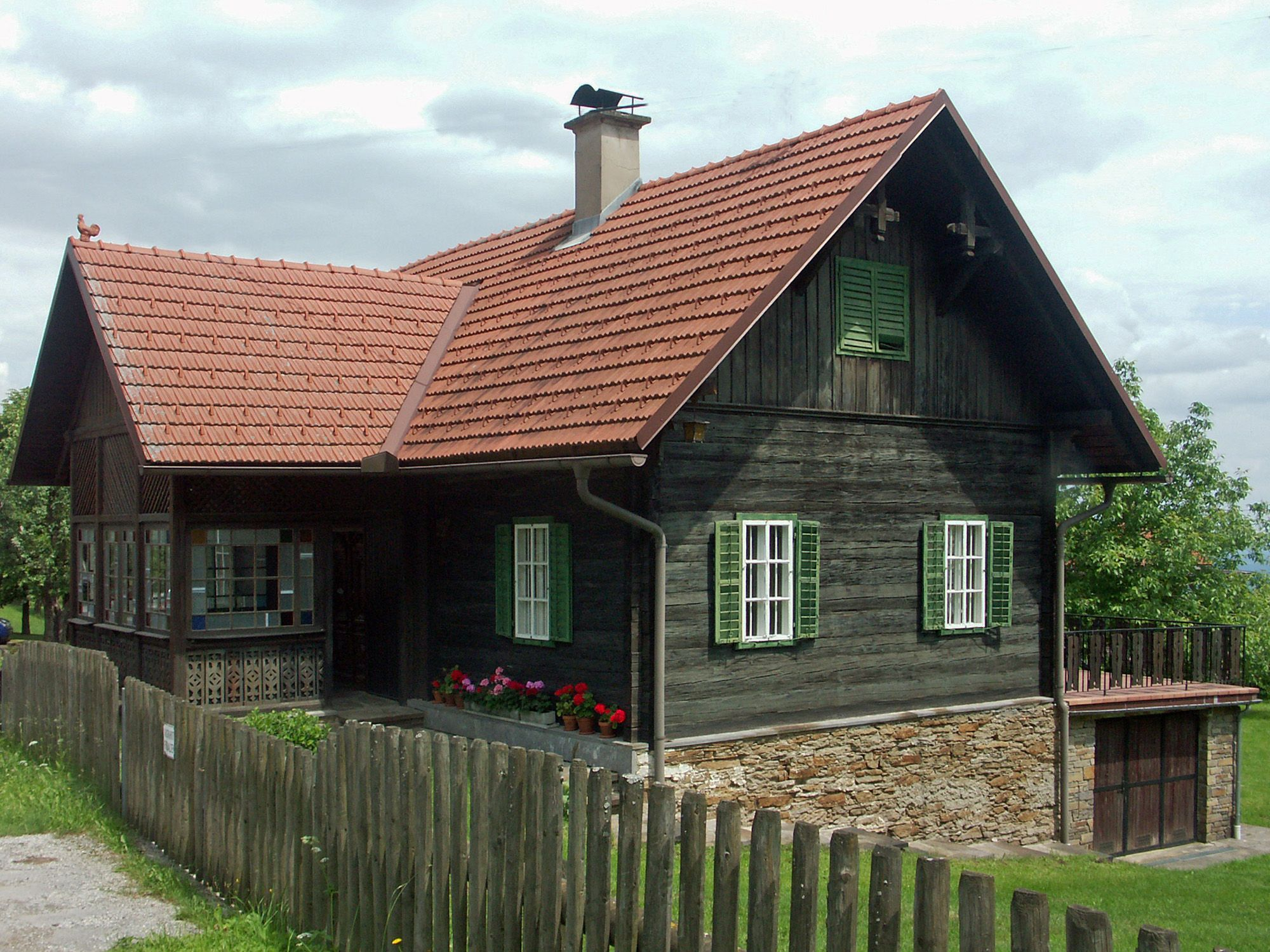
Das ehemalige Wohn- und „Ordinationshaus“ 2008

Nachdem ihm 1902 eine Schanklizenz verwehrt worden war, bewarb er sich 1905 um die Konzession für eine Greißlerei, die ihm schnell gewährt wurde. So arbeitete er erst als Gemischtwarenhändler und begann daneben aus seinem Wunsch, anderen zu helfen, mit Heilbehandlungen. Er war mit seiner Methode der Urinschau nicht allein, diese Methode wandten auch andere Naturheiler an, wie  der „Peterbauer“ Franz Klug († 1965) in St. Stefan ob Stainz bzw. Graschuh oder die „Weberpeterin“ Josefa Mandl in Lasselsdorf († 1951).
1911 heiratete er in St. Stefan ob Stainz die Witwe Cäcilia Bruchmann, die drei Kinder aus erster Ehe mitbrachte. Diese Ehe blieb jedoch kinderlos. „Cilli“ Reinbacher war aber eine ausgezeichnete Managerin ihres Mannes. Sie führte für ihn die Bücher und organisierte später Werbung und Versand. Auch sie bemühte sich vergeblich um eine Genehmigung für einen Gasthausbetrieb.
1915 wurde Johann Reinbacher zum Militärdienst in eine Pioniereinheit eingezogen, er diente dort als Kutscher und wurde nach zwei Jahren auf unbestimmte Zeit beurlaubt.
Nach dem Ersten Weltkrieg begann die große Zeit des „Höllerhansls“. Immer mehr konzentrierte er sich auf die Tätigkeit als Heiler. Er „ordinierte“ an der Kellertüre seines 1911 neu errichteten Wohnhauses und untersuchte Geruch, Farbe und Sedimente des Urins seiner Patienten. Behandelt wurden die von ihm diagnostizierten Leiden mit Kräutertees, die in großen Bottichen im Keller zubereitet wurden. Für das Sammeln dieser Kräuter im Gebiet des Rosenkogels waren mehrere Kräuterweiblein zuständig, darunter die „Rosenkogel-“ oder „Almliesel“ (eigentlich Elisabeth Strametz), die Zigarren rauchte und immer mehrere Hüte und Röcke übereinander trug.
Johann Reinbacher kassierte offiziell nie Geld für seine Behandlung, verkaufte nur die Tees und Ansichtskarten, verlangte aber Spenden (etwa 100 Kronen pro Flasche), die er auch ordnungsgemäß versteuerte.
So konnten ihm auch zwei Kurpfuscherprozesse 1920 in Stainz und am 5. Juli 1921 in Graz wenig anhaben. Beide Male wurde er nur zu einer Geldstrafe (500 Kronen durch das Bezirksgericht Stainz und, nachdem sich das Gericht in Stainz als befangen erklärt hatte, 10.000 Kronen durch das Bezirksgericht Paulustorgasse in Graz) wegen der fehlenden Ausbildung bzw. Kurpfuscherei verurteilt. Dieser Betrag wurde mit den 37.000 Kronen verglichen, die er damals zuletzt als Steuer zu zahlen hatte. Nach dem Grazer Prozess, der in einem Zeitungsbericht gut dokumentiert ist, wurde er wie ein Held auf den Schultern aus dem Saal getragen. Eine Berufung gegen dieses Urteil hatte das Ergebnis, dass am 8. November 1921 statt der Geldstrafe eine zehntägige Arreststrafe verhängt wurde, allerdings bedingt nachgesehen auf drei Jahre. Es wurde in diesem Zusammenhang publiziert, er habe 1921 eine Steuervorschreibung von 80.000 Kronen erhalten, von denen er 20.000 bereits gezahlt habe. Weiters riet der Vorsitzende dem Höllerhansl, zu seinen Behandlungen „ähnlich wie Pfarrer Kneipp“ einen Arzt zuzuziehen. Dies sagte Johann Reinbacher auch zu. Ob und in welcher Form es tatsächlich geschah, blieb offen. Danach blieb er bis auf eine Verurteilung im März 1922 zu 10 Tagen Arrest unbehelligt. Das Verfahren 1922 beruhte auf einer Anzeige eines Pfarrers, weil Reinbacher angeblich einem lungenkranken Mädchen den Genuss von Milch verboten habe.
Die ausführlichen Prozessberichte und Diskussionen in den Tageszeitungen waren Werbung für ihn. Vor der Verhandlung in Graz war sogar ein Inserat durch unbekannt gebliebene Personen in der Zeitung „Grazer Tagespost“ erschienen, das zum Besuch der Verhandlung als Zeugen aufforderte. Während die Kleine Zeitung und die Tagespost für ihn schrieben (Wunderdoktor, Heiler), bezeichnete ihn der sozialistische Arbeiterwille als Scharlatan, Wunderbader und Doktor Einbildung. Danach begann der Ansturm so richtig, und zu dieser Zeit mussten an manchen Tagen sogar Nummern an die Wartenden ausgegeben werden. Nach Pressemitteilungen waren die nach Stainz führenden Züge „täglich überfüllt“. Die 200 bis 500 „Patienten“ pro Tag wurden zu einem Wirtschaftsfaktor für die Region in der schweren Zwischenkriegszeit. Von Transport, Verköstigung und der Unterbringung der Anreisenden lebten viele. Es musste auch Personal angestellt werden (Schreiber für die Rezepte, Ordinationsgehilfin, …). 1927 gab es ein Verfahren über zwei Instanzen wegen Komplikationen bei einer Wienerin, in dem er seine Überlastung als Entschuldigung anführte.
Trotz des Wohlstandes, der mit dem Ansturm verbunden war, lebte er weiterhin sehr bescheiden. Mit dem Geld unterstützte er seine Stiefkinder und andere, die zu ihm als Bittsteller kamen. Viel gab er auch für den Kapellenbau und andere kirchliche Belange aus. Bei Primizen in seiner Kapelle und Firmungen war er sehr spendabel und daher ein beliebter Pate.
Um 1930 wurde Johann Reinbacher jedoch der Arbeitsaufwand zu viel, und er wurde durch den Dauerstress alkoholkrank. Neben dem Genuss von einheimischem Schilcherwein wurde dies noch durch Naturalzahlungen in Form von Schnaps begünstigt. Schon nach kurzer Zeit hatte sich der Strom der Heilsuchenden deutlich verringert. Diverse Transportunternehmen mussten daraufhin ihre Dienste einstellen, darunter sein Schwiegersohn, Betreiber einer Buslinie Graz – Stainz – Deutschlandsberg.
Am 7. Mai 1934 verschied nach kurzem Leiden Reinbachers Mutter, Theresia, im 91. Lebensjahr. Sie hatte 65 Jahre lang als Besitzerin des Gutes den Betrieb mit der Hilfe von zwei Töchtern, den zwei Söhnen sowie einem Enkelkind geführt.
Die letzte Zeit vor seinem Tod war der Höllerhansl bettlägerig, ließ sich aber eingelangte Urinflaschen ans Bett bringen. Er starb am 20. Jänner 1935 und wurde nach der Verabschiedung in „seiner“ Kapelle am Friedhof von Stainz begraben. Seine Frau vertrieb bis zu ihrem Tod 1944 die von ihrem Ehemann einst rezeptierten Kräutertees über Versand.

## Anreise der Patienten
Der Besuch beim Höllerhansl im abgeschiedenen Rachling war anstrengend und dauerte wegen der langen Wartezeiten oft einen ganzen Tag.
Die Patienten aus dem Grazer Raum kamen mit ihren Urinflaschen mit der Wieserbahn der Graz-Köflacher Eisenbahn nach Preding-Wieselsdorf und von dort mit der 1892 eröffneten Schmalspurbahn nach Stainz. Schon damals hieß diese Bahn deswegen im Volksmund „Flascherlzug“.
Vom Bahnhof Stainz musste man noch die rund acht Kilometer lange Strecke auf den Rosenkogel, je nach finanziellen Möglichkeiten, mit Fiakern oder zu Fuß bewältigen. Das letzte Stück von Marhof nach Rachling war für Fahrzeuge nicht geeignet, und so mussten hier alle gehen.
Für viele Städter hatte bereits dieser Ausflug eine heilende Wirkung. Darum auch weigerte sich der später vermögende Höllerhansl in den Ausbau des Weges zu investieren: „Bei der Anstrengung gehen die Wind’ ab.“
Der Weg war gesäumt von weggeworfenen Flaschen, sodass man keinen Wegweiser benötigte. Die Bauern am Wegesrand verdienten sich ein Zubrot, indem sie diese auskochten und verkauften.
Um den Besuch an einem Tag zu erledigen, musste man den 6-Uhr-Zug nehmen und dann möglichst schnell auf den Rosenkogel eilen. Alternativ konnte man am Vortag anreisen und nach einer Übernachtung in Stainz früh morgens an die Reihe kommen.
Wer nicht persönlich kommen konnte oder wollte, gab seine Flasche jemandem mit und erhielt sein Rezept dann auf Papier. Es gab sogar Flaschensammelstellen von Botendiensten, die mit Taschen nach Rachling fuhren. Die Patienten bzw. Klienten kamen aus allen Bevölkerungsschichten, bisweilen auch aus höchsten Kreisen: Ende Mai 1924 besuchte, von Wien kommend, der Maharadscha von Dharampur den Wunderdoktor; weiters wurde für 1928 von zwei ägyptischen Prinzessinnen aus der Dynastie Fu'ād I. berichtet.

## Diagnose und Behandlung
Johann Reinbacher bezog sein Wissen nach eigenen Angaben aus einem 300 Jahre alten Buch, das schon sein Urgroßvater besaß. Für die Diagnose benötigte er nur den Urin seiner Patienten, sie mussten nicht persönlich anwesend sein.
Laut Aussage im Prozess konnte er sofort Geschlecht und Krankheit der Personen herausfinden und irrte sich angeblich nie. Es gibt verschiedene Anekdoten über Täuschungsversuche mit Tierurin und Mischungen, die ihm vorgelegt wurden.
Die Behandlung von Wunden lehnte er ab und schickte solche und aussichtslose Fälle zu einem Arzt. Völlig unverblümt sagte er den Leuten auch, dass er ihren baldigen Tod erwarte. Einige starben dann auch wirklich bereits am Weg nach Hause.

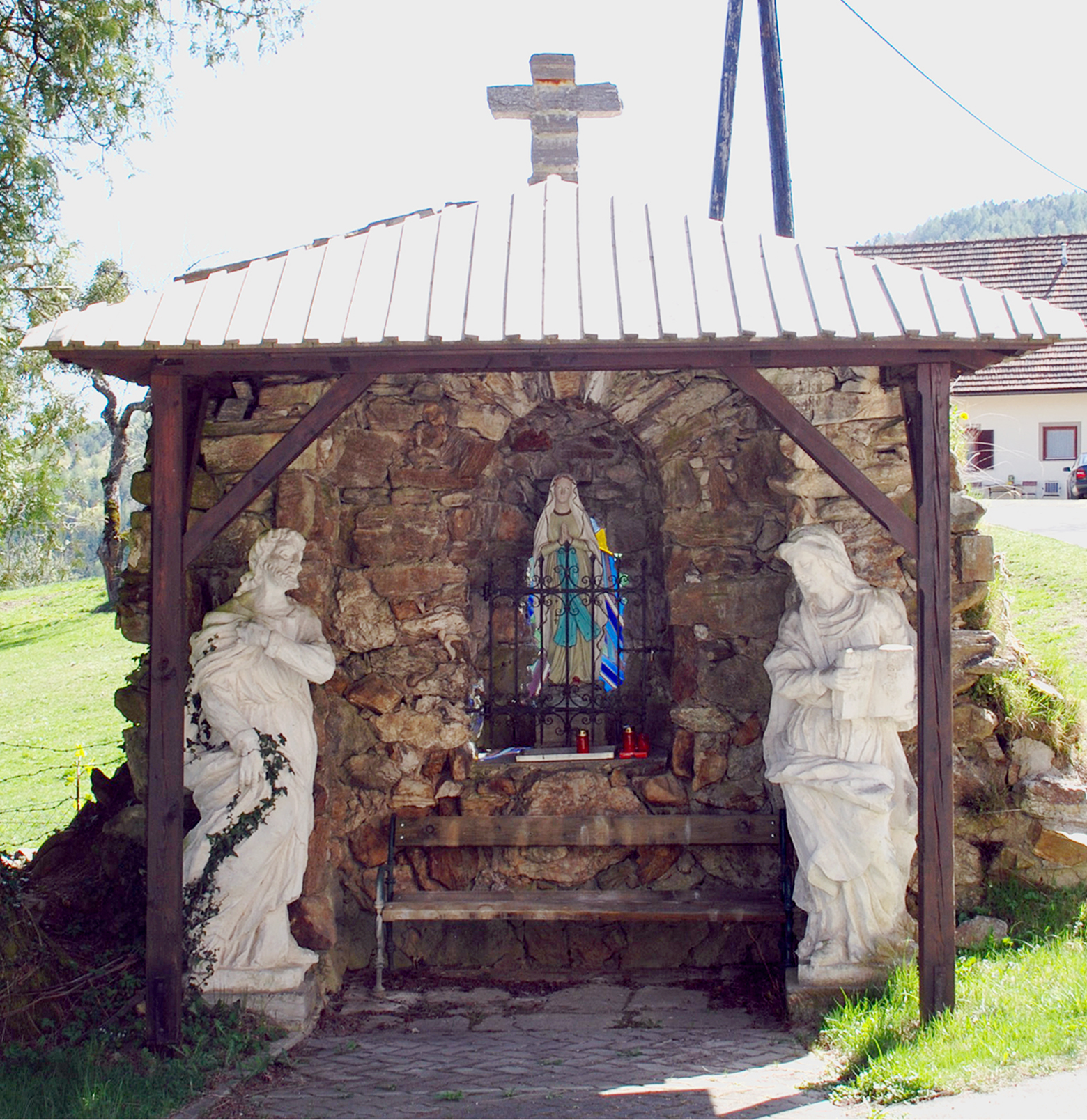
Die am 5. September 1892 geweihte Lourdes-Grotte beim Höllerhansl-Haus in Rachling, östlich vom Kapellengebäude. Die beiden Statuen vor der Grotte sollen sich ursprünglich im Schlosspark Herbersdorf befunden haben.

Das Ergebnis der Diagnose und die Vorschriften zur Behandlung wurden schriftlich festgehalten. Dafür wurden sogar Formulare gedruckt. Die Behandlung erfolgte durch löffelweise Einnahme seines aus 22 verschiedenen Kräutern gemischten Tees.
Für den zweiten Prozess wurde der Tee chemisch untersucht, weil es den Vorwurf gab, eine Patientin wäre durch ihn vergiftet worden. Es wurden dabei keine giftigen Stoffe festgestellt. Er verabreichte auch Salben und Tinkturen bzw. gab Rezepte für eine Drogerie in Stainz mit, die mit ihm zusammenarbeitete und sich dann auch „Zum Höllerhansl“ nannte.
Er wies seine Patienten immer an, zusätzlich auch für die Genesung zu beten (und für seine Kapelle zu spenden), da auch die Hilfe von oben nötig sei. Lehnte jemand dies offen ab, ließ er ihn als Strafe den ganzen Tag warten und nahm ihn erst als Letzten an die Reihe.

## Kapellenbau
Schon immer war es Johann Reinbacher ein Anliegen, eine Kapelle zu bauen. Besonders interessierten ihn die Marienerscheinungen in Lourdes. Bereits nach der Rückkehr von den Karmeliten mauerte er um eine Quelle aus Steinen eine Lourdes-Grotte. Vor allem Sehbehinderte wuschen sich dort die Augen, dem Wasser konnte aber keine heilende Wirkung nachgewiesen werden.
In der Nähe begann er mit seinem Vater dann mit der Errichtung einer kleinen Kapelle, deren Bau 1901 offiziell genehmigt wurde. Das Gebäude wurde Maria Lourdes geweiht und als Messkapelle der Pfarre St. Stefan ob Stainz anerkannt. Später kam noch ein Dachreiter dazu. Die Familie Reinbacher wollte damit aus Rachling einen Wallfahrtsort machen. Diese Bemühungen sollten ihnen auch die erhoffte Gasthauslizenz bringen. Ab 1905 bot Johann Reinbacher in seinem Laden die entsprechenden Ansichtskarten und Mitbringsel an. Die Kapelle wurde als erste steirische Lourdes-Kapelle bezeichnet.

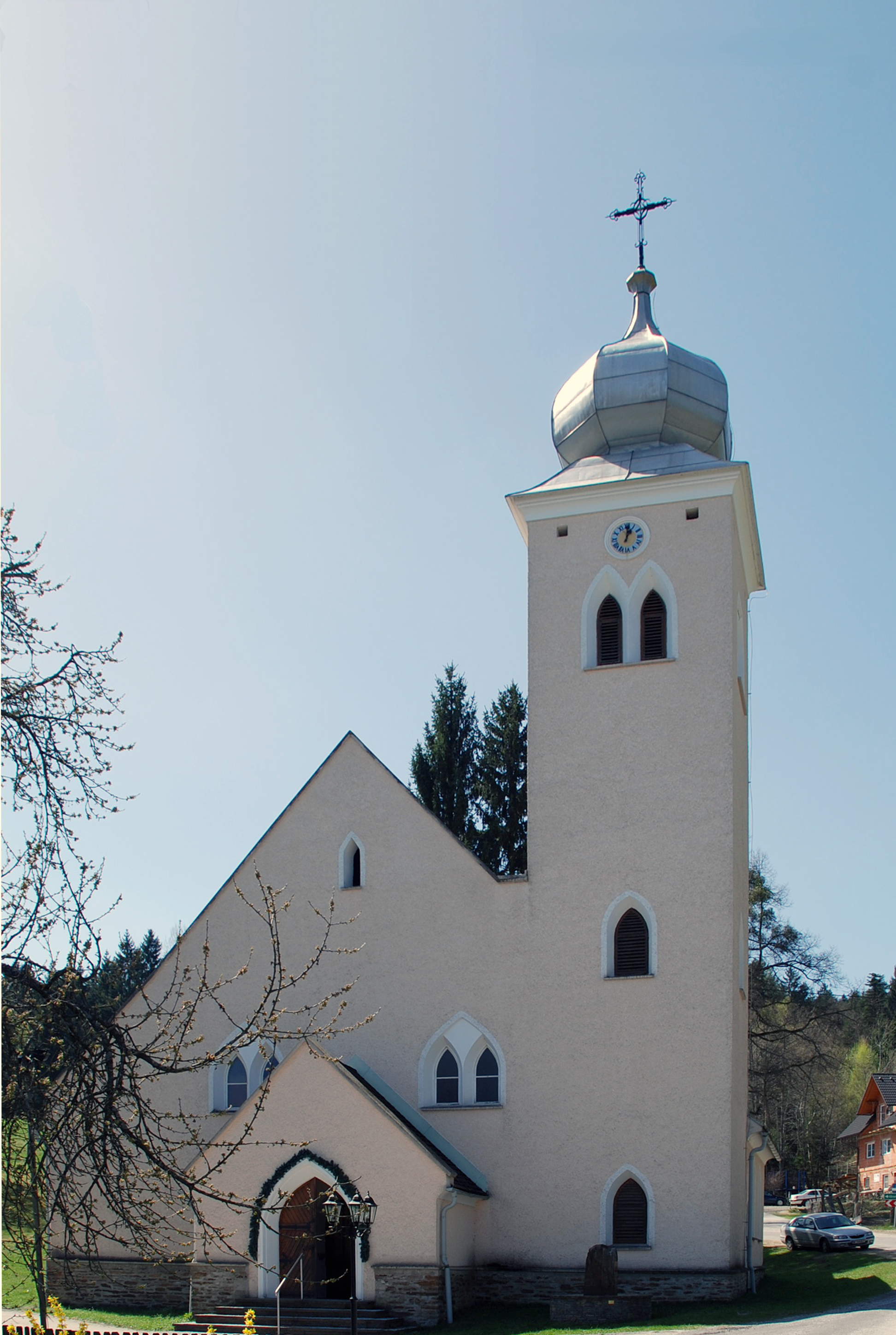
Messkapelle in Rachling

Auf dem Hang hinter dem Haus errichtete er ein Andachtskreuz, zu dem er täglich morgens und abends einen steilen Weg hinaufstieg, um zu beten. Dort holte er sich die Kraft für den Arbeitsalltag.
Schon bald begann er für eine noch größere Kapelle zu sammeln. 1924, am Höhepunkt seiner Geschäftstätigkeit, begann er mit dem Bau eines kleinen Kirchleins, das über die bestehende Kapelle gebaut wurde. Da die Anlieferung der Ziegelsteine nur bis Marhof möglich war, ließ er die Ziegel dort abladen und verkünden, dass jene Patienten bevorzugt behandelt würden, die ein oder zwei Steine mit hinauf nach Rachling brachten. Im Oktober 1930 konnte diese Kapelle feierlich eingeweiht werden. Der Bauherr selbst konnte an dieser Feier krankheitsbedingt nicht teilnehmen. Nach seinem Tod kam auch noch ein großer Turm mit Glocken dazu.
Sein Geld hatte er bei einer Grazer Bank angelegt, die aber bei ihrem Zusammenbruch dieses Vermögen vernichtete, angeblich starb Johann Reinbacher verarmt.
Alle drei Bauwerke (Grotte, Kapelle und Kreuz) stehen heute noch.

## Gedenken
- Ein historischer Zug der Stainzerbahn heißt „Flascherlzug“, seine Wagen „Höllerhansl“, „Bergliesl“ und „Kräuterwagerl“.[11]
- Das „Höllerhansl-Lied“ von Friedrich Moser erzählt vom Leben und Wirken des Wunderdoktors:

Auf an Bergerl drobm, goar net weit von Stanz,

wohnt der Wunderdokta, der hoaßt Höllerhans.

Wanns enk intressiert, wia er die Leut kuriert,

schauts enk den Hansl an, wos der ols kann.
Jeden Tog in´d Fruah, keman von weit und breit

mit dem Flascherlzug old und junge Leut.

Trog´n in Säck und Tosch´n eahnri Brunzlflosch´n,

auf den Berg hinauf in vollem Lauf....
Der in Kärnten geborene Bänkelsänger Friedrich Moser (1878–1943) schrieb das Lied anlässlich des Namenstages des Besungenen am 29. Dezember 1922 und trug es dem „Höllerhansl“ persönlich vor. Der Liedtext wurde als Flugblatt mit einer Zeichnung des Höllerhanslhauses im Eigenverlag aufgelegt. Nachdem der Text auch kritische Passagen über die Geschäftemacherei enthält, waren die Stainzer und Rachlinger zuerst darüber nicht besonders erfreut.
- Ein Rundwanderweg von Stainz über Rachling trägt den Namen „Höllerhanslweg“.[14]
- Das „Höllerhanslhaus“ ist heute noch in Rachling zu sehen, wird aber privat genutzt.
- Der gegenüber liegende Neubau des ehemaligen Gasthofs „Zum Kirchenwirt“ der Familie Ganster wurde „Gasthof Höllerhansl“ genannt.[15] Der Gasthof wurde im November 2021 (zumindest vorübergehend) geschlossen.[16]
- 1977 fand im Schloss Stainz die Sonderausstellung „Bauerndoktor und Volksmedizin“ mit dem Schwerpunkt „Höllerhansl“ statt.